# Kokärrets gammelskog
Kokärrets gammelskog är ett naturreservat i Norrköpings kommun i Östergötlands län.
Området är naturskyddat sedan 2011 och är 27 hektar stort. Reservatet som ligger i Kolmården består av barrblandskogen med naturskogskaraktär 